# دزد: سایه‌های مرگبار
دزد: سایه‌های مرگبار (به انگلیسی: Thief: Deadly Shadows) یک بازی رایانه‌ای به سبک مخفی‌کاری است که توسط یون استورم در سال ۲۰۰۴ برای مایکروسافت ویندوز و اکس‌باکس ساخته شده‌است. این سومین قسمت از مجموعه بازی‌های دزد به‌شمار می‌رود.